# Куп Србије у ватерполу
Куп Србије у ватерполу је национални ватерполо куп Србије који се одржава у организацији Ватерполо савеза Србије.

## Финалне утакмице Купа Србије
| Сезона   | Домаћин завршнице | Победник                | Резултат      | Финалиста           | Изв.  |
| -------- | ----------------- | ----------------------- | ------------- | ------------------- | ----- |
| 2006/07. | —                 | Партизан (1)            | 1. са 32 бода | Студент             |       |
| 2007/08. | Београд           | Партизан (2)            | 15 : 6        | Црвена звезда       |       |
| 2008/09. | Београд           | Партизан (3)            | 10 : 7        | Војводина           |       |
| 2009/10. | Београд           | Партизан (4)            | 8 : 4         | Војводина           |       |
| 2010/11. | Београд           | Партизан (5)            | 11 : 8        | Војводина           |       |
| 2011/12. | Београд           | Партизан (6)            | 12 : 7        | Црвена звезда       |       |
| 2012/13. | Београд           | Црвена звезда (1)       | 9 : 8         | Партизан            |       |
| 2013/14. | Београд           | Црвена звезда (2)       | 12 : 11       | Раднички Крагујевац |       |
| 2014/15. | Бечеј             | Раднички Крагујевац (1) | 5 : 4         | Партизан            |       |
| 2015/16. | Бечеј             | Партизан (7)            | 11 : 9        | Раднички Крагујевац |       |
| 2016/17. | Ниш               | Партизан (8)            | 8 : 5         | Црвена звезда       |       |
| 2017/18. | Бечеј             | Партизан (9)            | 6 : 5         | Шабац               |       |
| 2018/19. | Зрењанин          | Шабац (1)               | 10 : 9        | Раднички Крагујевац |       |
| 2019/20. | Београд           | Раднички Крагујевац (2) | 10 : 8        | Шабац               |       |
| 2020/21. | Београд           | Црвена звезда (3)       | 13 : 12       | Раднички Крагујевац |       |
| 2021/22. | Београд           | Раднички Крагујевац (3) | 11 : 9        | Нови Београд        |       |
| 2022/23. | Београд           | Црвена звезда (4)       | 11 : 10       | Нови Београд        | [ 1 ] |
| 2023/24. | Београд           | Нови Београд (1)        | 18 : 15       | Црвена звезда       | [ 2 ] |
| 2024/25. | Шабац             | Нови Београд (2)        | 7 : 6         | Црвена звезда       | [ 3 ] |

### Успешност клубова
| Клуб                | Победник                                                                            | Финалиста                                       |
| ------------------- | ----------------------------------------------------------------------------------- | ----------------------------------------------- |
| Партизан            | 9 (2006/07, 2007/08, 2008/09, 2009/10, 2010/11, 2011/12, 2015/16, 2016/17, 2017/18) | 2 (2012/13, 2014/15)                            |
| Црвена звезда       | 4 (2012/13, 2013/14, 2020/21, 2022/23)                                              | 5 (2007/08, 2011/12, 2016/17, 2023/24, 2024/25) |
| Раднички Крагујевац | 3 (2014/15, 2019/20, 2021/22)                                                       | 4 (2013/14, 2015/16, 2018/19, 2020/21)          |
| Нови Београд        | 2 (2023/24, 2024/25)                                                                | 2 (2021/22, 2022/23)                            |
| Шабац               | 1 (2018/19)                                                                         | 2 (2017/18, 2019/20)                            |
| Војводина           | —                                                                                   | 3 (2008/09, 2009/10, 2010/11)                   |
| Студент             | —                                                                                   | 1 (2006/07)                                     |

## Освајачи купа СРЈ и СЦГ
| СР Југославија - 1992 — ВК Партизан - 1993 — ВК Партизан - 1994 — ВК Партизан - 1995 — ВК Партизан - 1996 — ВК Бечеј - 1997 — ВК Бечеј - 1998 — ВК Бечеј - 1999 — ВК Бечеј |  | - 2000 — ВК Бечеј - 2001 — ВК Бечеј - 2002 — ВК Партизан Србија и Црна Гора - 2003 — ВК Приморац - 2004 — ПВК Јадран Херцег Нови - 2005 — ПВК Јадран Херцег Нови - 2006 — ПВК Јадран Херцег Нови |